# Église Saint-Barthélémy de Vielle-Aure
Pour les articles homonymes, voir Église Saint-Barthélémy.
L'église Saint-Barthélémy de Vielle-Aure est une église catholique située à Vielle-Aure, dans le département français des Hautes-Pyrénées en France .

## Localisation
L'église est située dans le département français des Hautes-Pyrénées, sur la commune de Vielle-Aure au bord de la route départementale 123B.

## Historique
L'édifice est classé au titre des monuments historiques en 1944.

## Galerie d'images

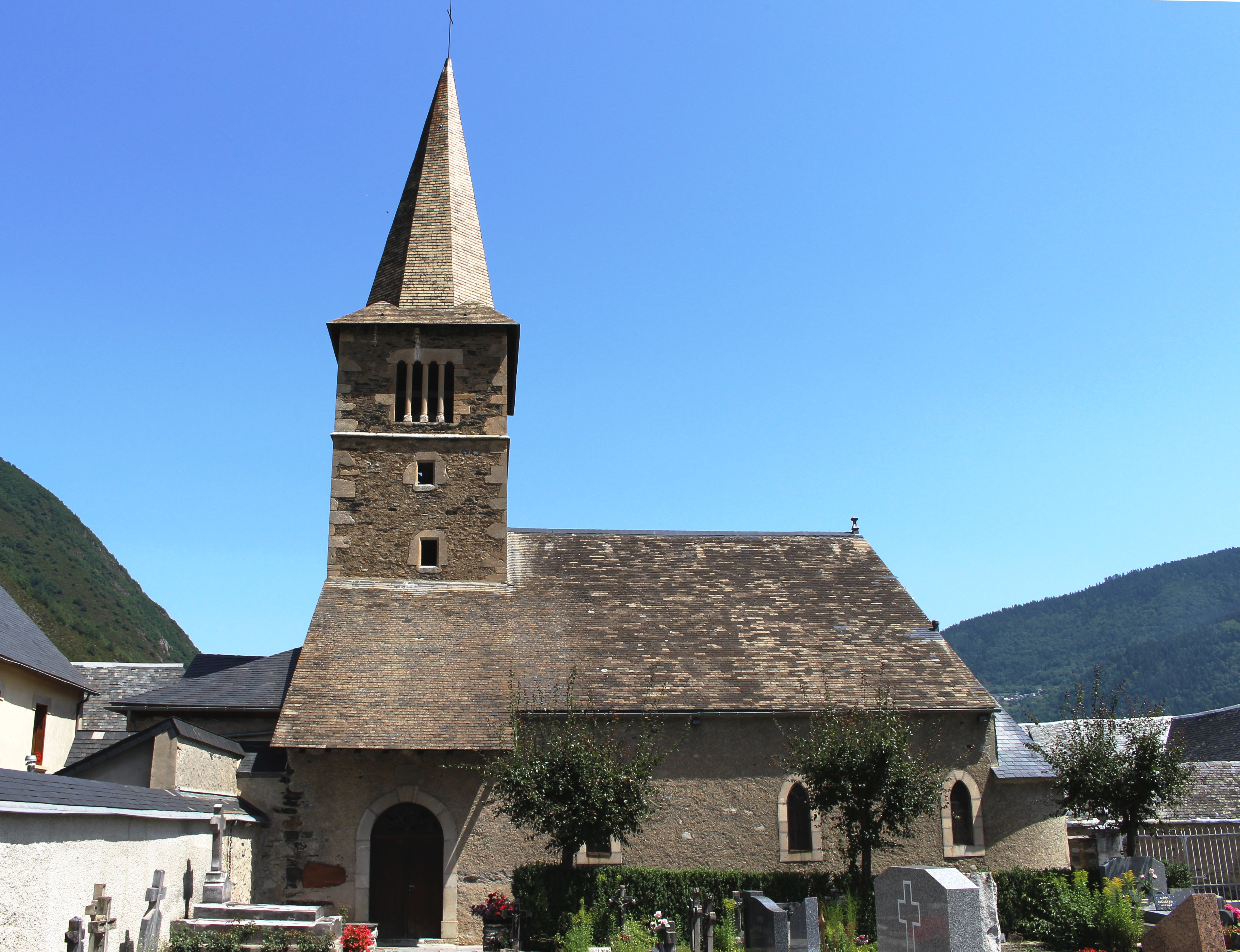
La façade sud-ouest.
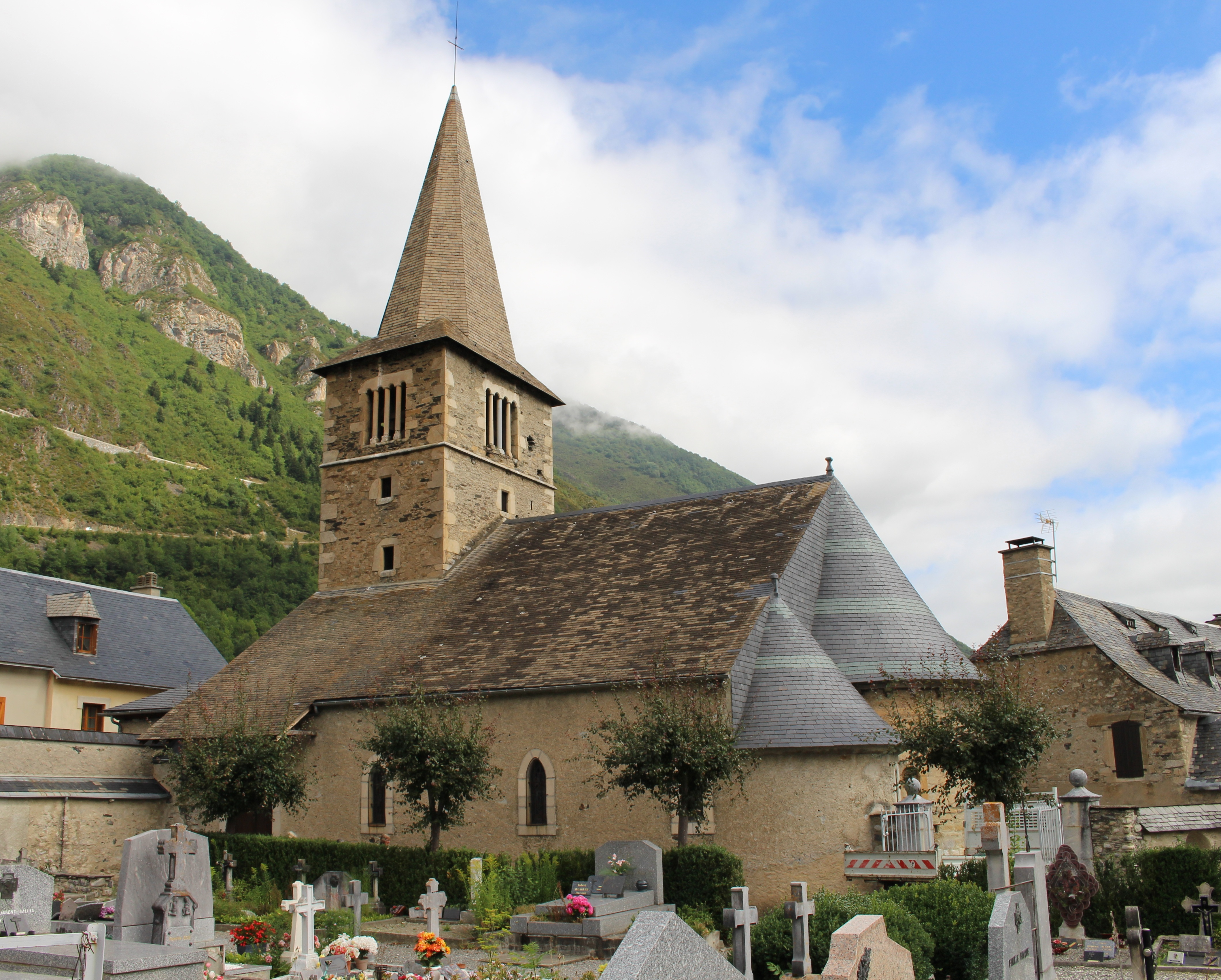
Vue depuis le sud.
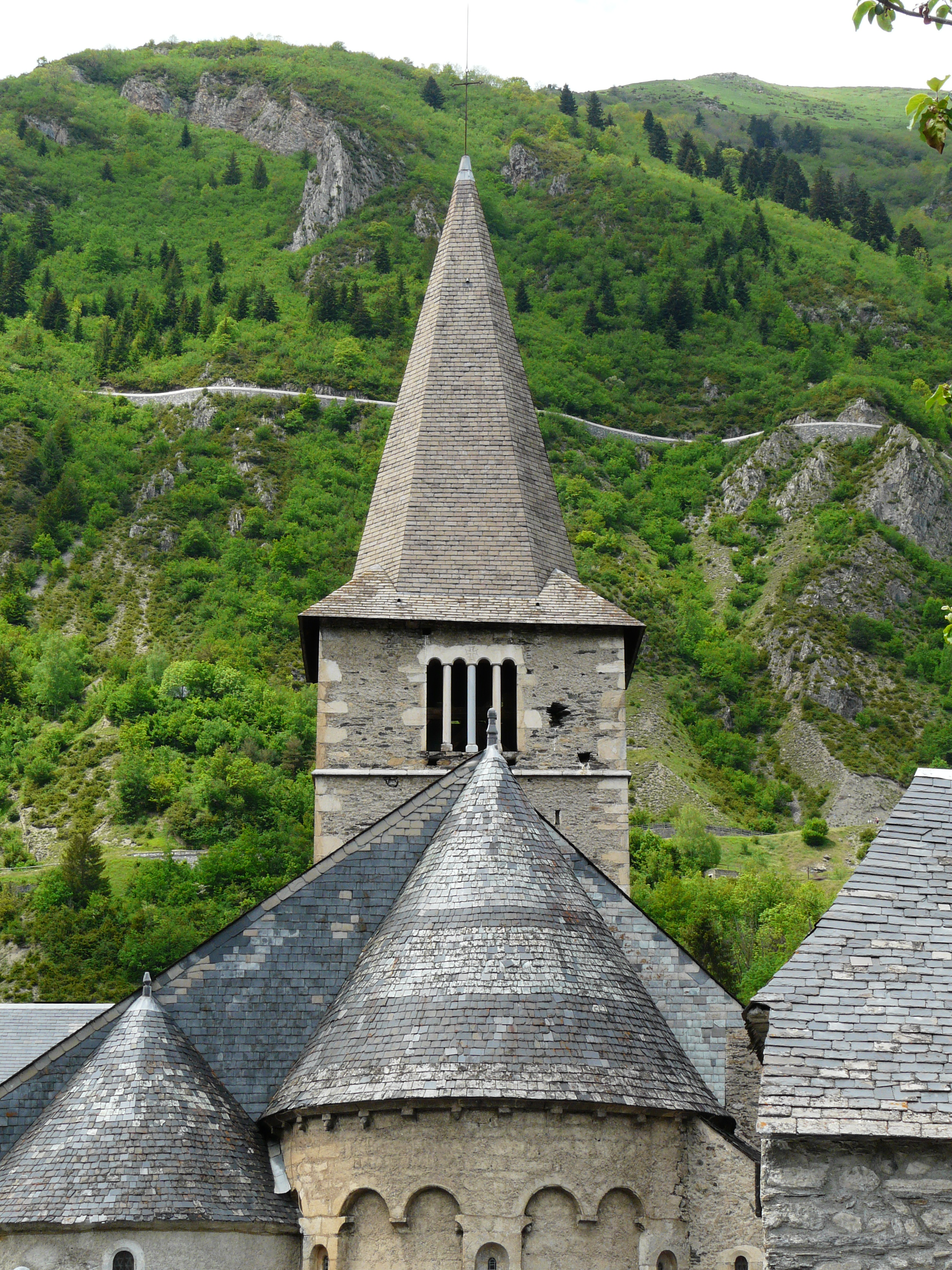
Les toits et le clocher.
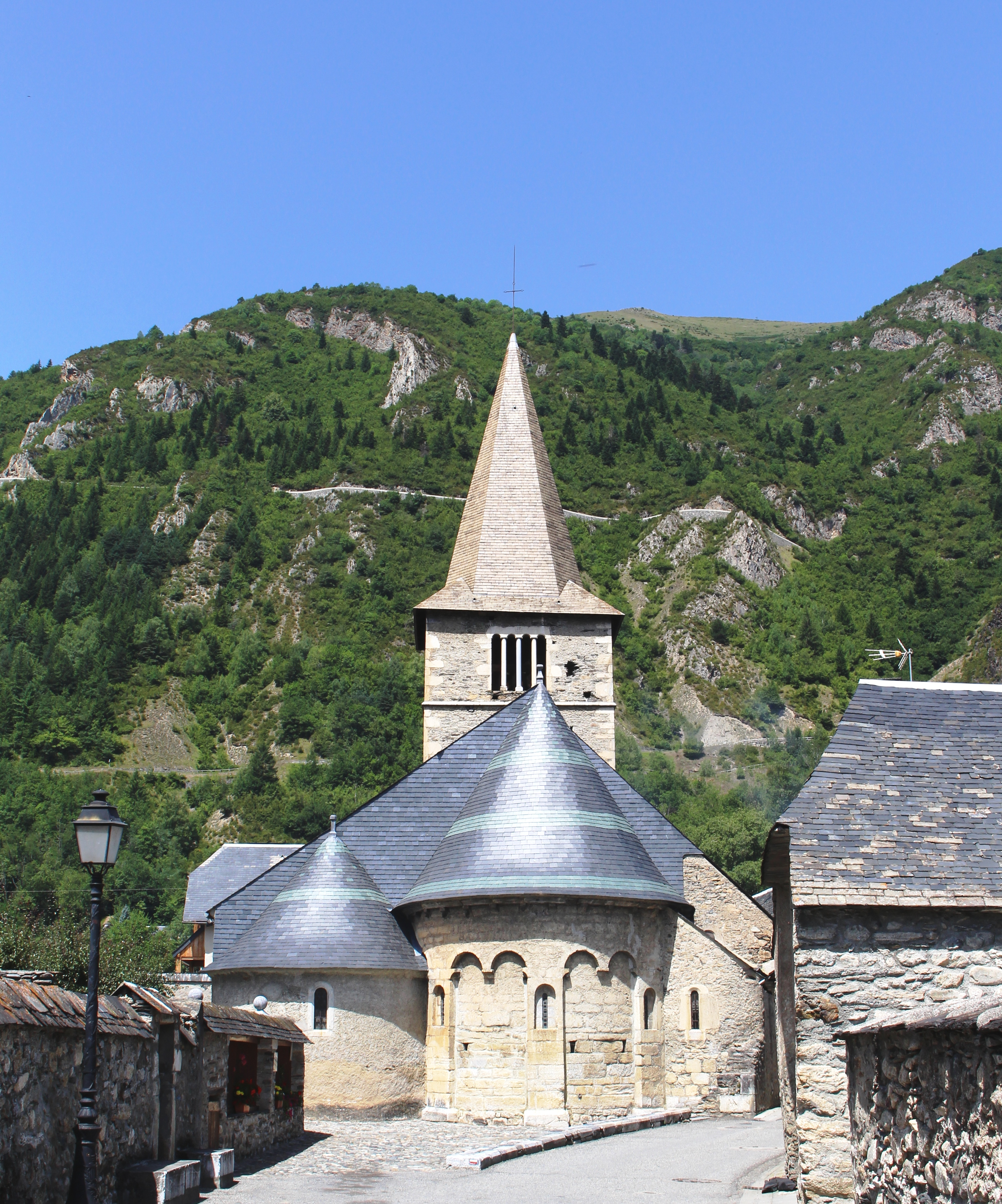
Le chevet.
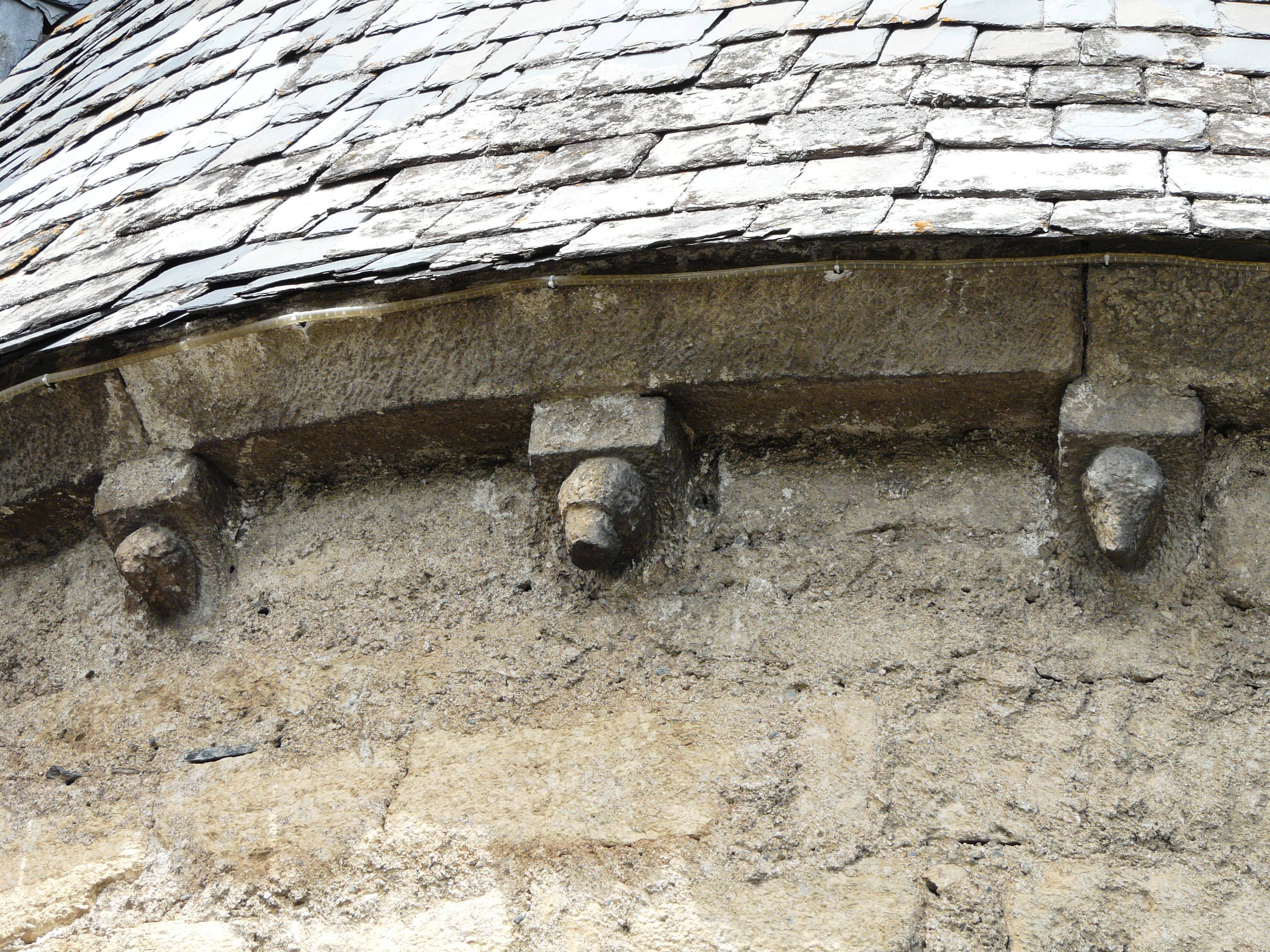
Modillons du chevet.
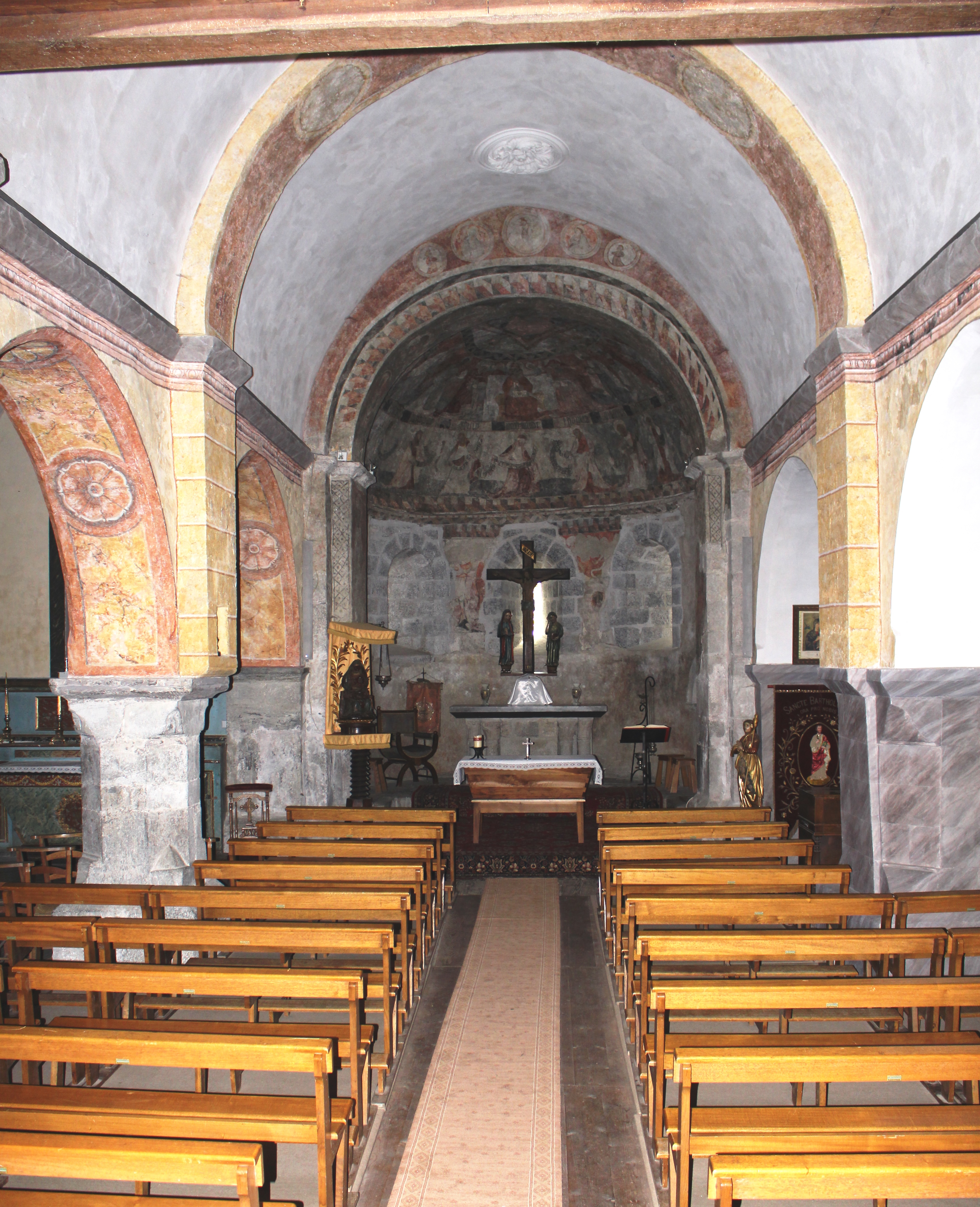
La nef.

Peintures monumentales classées.
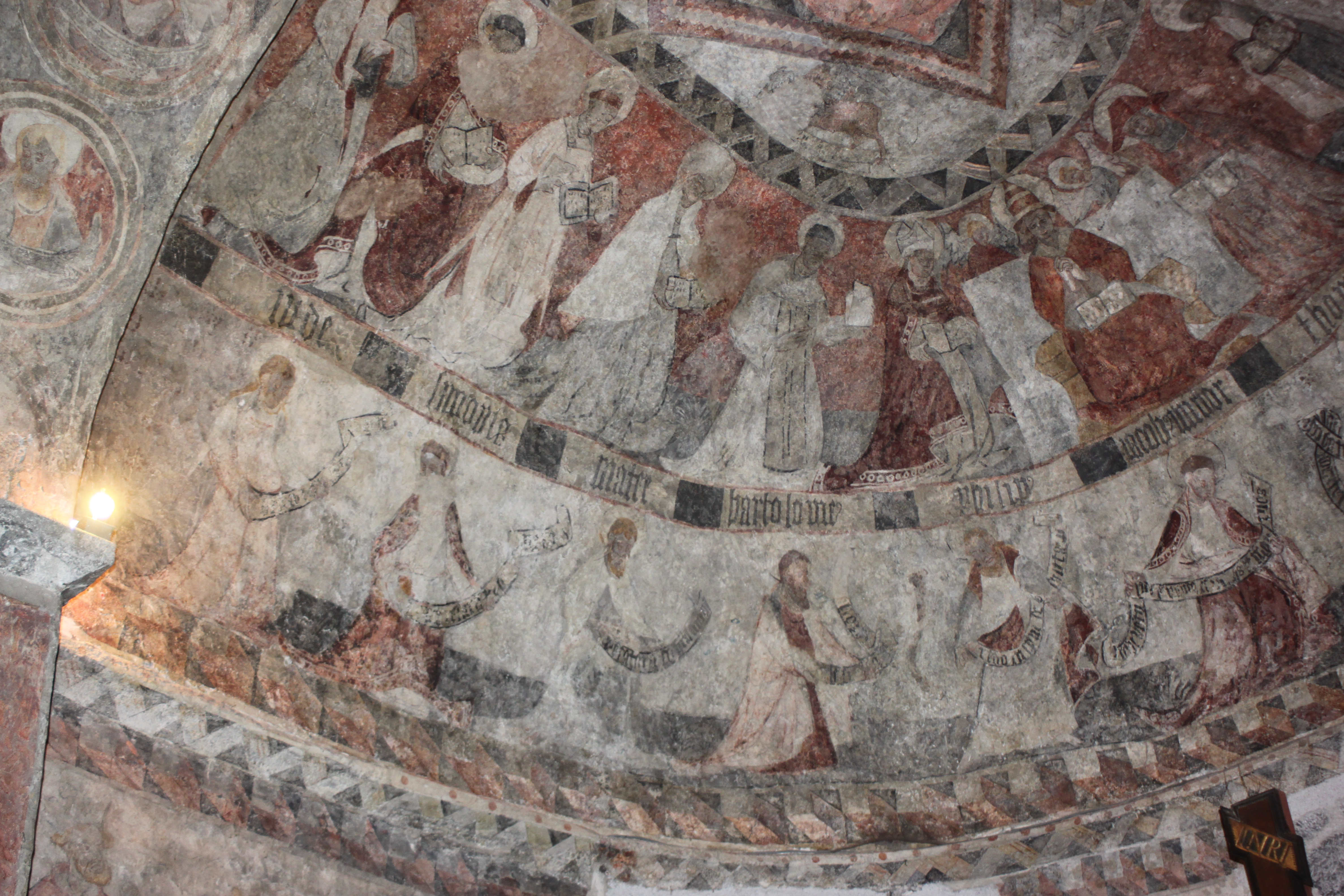
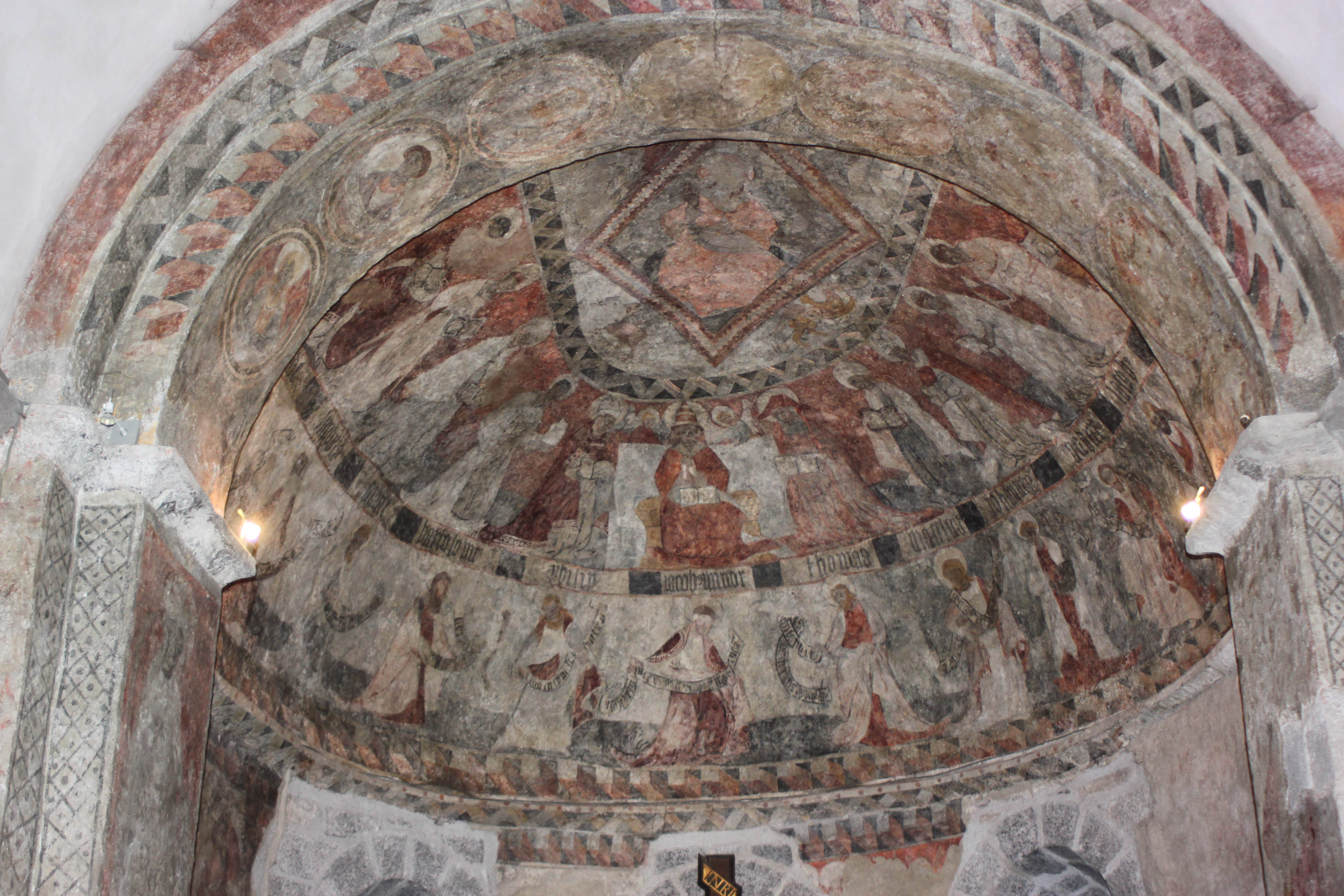
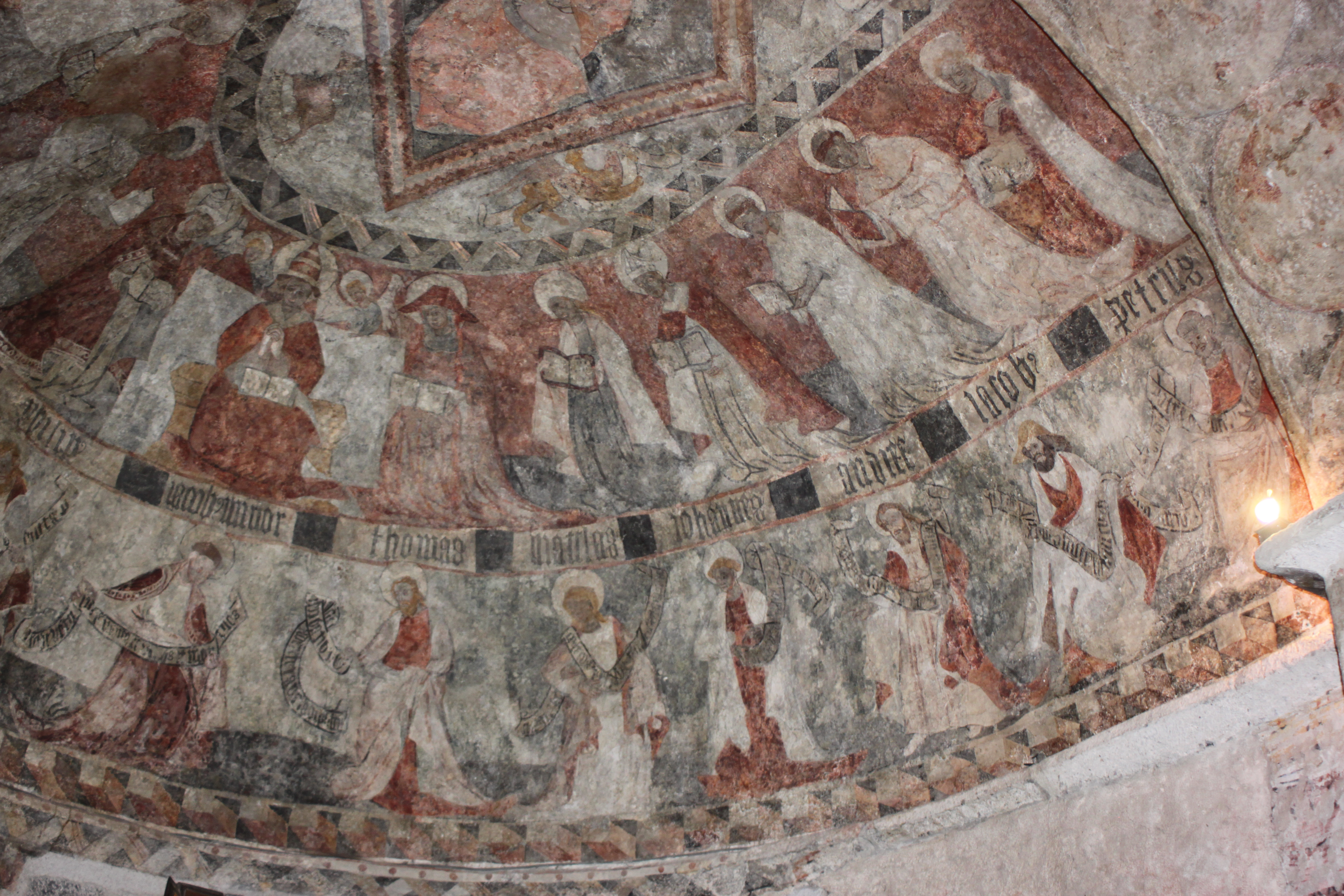